# Józef Rysula
Józef Rysula (ur. 13 marca 1939 w Kościelisku, zm. 23 listopada 2020 w Zakopanem) – polski narciarz klasyczny, biegacz, trzykrotny olimpijczyk igrzysk w Squaw Valley 1960, Innsbrucku 1964 i Grenoble 1968.
Zawodnik klubu SNPTT Zakopane w latach 1954-1973. W 1959 roku w Holmenkollen wygrał bieg juniorów na 10 km. W 1960 w Le Brassus w Szwajcarii w biegu na 15 km zajął drugie miejsce.
Trzykrotnie startował w igrzyskach olimpijskich. W Squaw Valley 1960 wraz z Andrzejem Mateją, Józefem Gutem Misiagą i Kazimierzem Zelkiem zajął 6. miejsce w sztafecie 4 × 10 km, a w biegu na 15 km był 18. Cztery lata później w Innsbrucku 1964 był 21. na 15 km, 24. na 30 km i 8. w sztafecie. W Grenoble 1968 był jedynym polskim biegaczem. Zajął 21. miejsce w biegach na 15 km i 50 km.
Również trzykrotnie startował w mistrzostwach świata. W Zakopanem w 1962 był 24. na 15 km, w Oslo w 1966 zajął 24. miejsca w biegach na 15 km i 30 km. Podczas mistrzostw w Szczyrbskim Jeziorze w 1970 zajął 11. miejsce na 50 km, a na 15 km był 35.
Rysula zdobył dwadzieścia tytułów mistrza Polski:
- 15 km: 1959, 1960, 1961, 1964, 1966, 1967, 1968, 1969, 1971 i 1973
- 30 km: 1965, 1968 i 1974
- 4 × 10 km: 1960, 1961, 1963, 1964, 1965, 1966 i 1968

Sześciokrotnie zwyciężył w Memoriale Czecha i Marusarzówny. Zakończył karierę w 1973 roku po kontuzji stawu biodrowego. Po zakończeniu kariery wyjechał do USA na kilka lat, następnie powrócił do kraju, a później wyjechał ponownie.

## Odznaczenia
- Krzyż Kawalerski Orderu Odrodzenia Polski (2015)[2]
- Odznaka „Zasłużony Mistrz Sportu”
- Złoty Medal za Wybitne Osiągnięcia Sportowe

## Życie prywatne
Syn Stanisława i Heleny Gąsienicy Daniel; żona – Krystyna Antolak; troje dzieci: Robert ur. 1962, Renata ur. 1971 i Rita ur. 1977.